# Corte Suprema de California

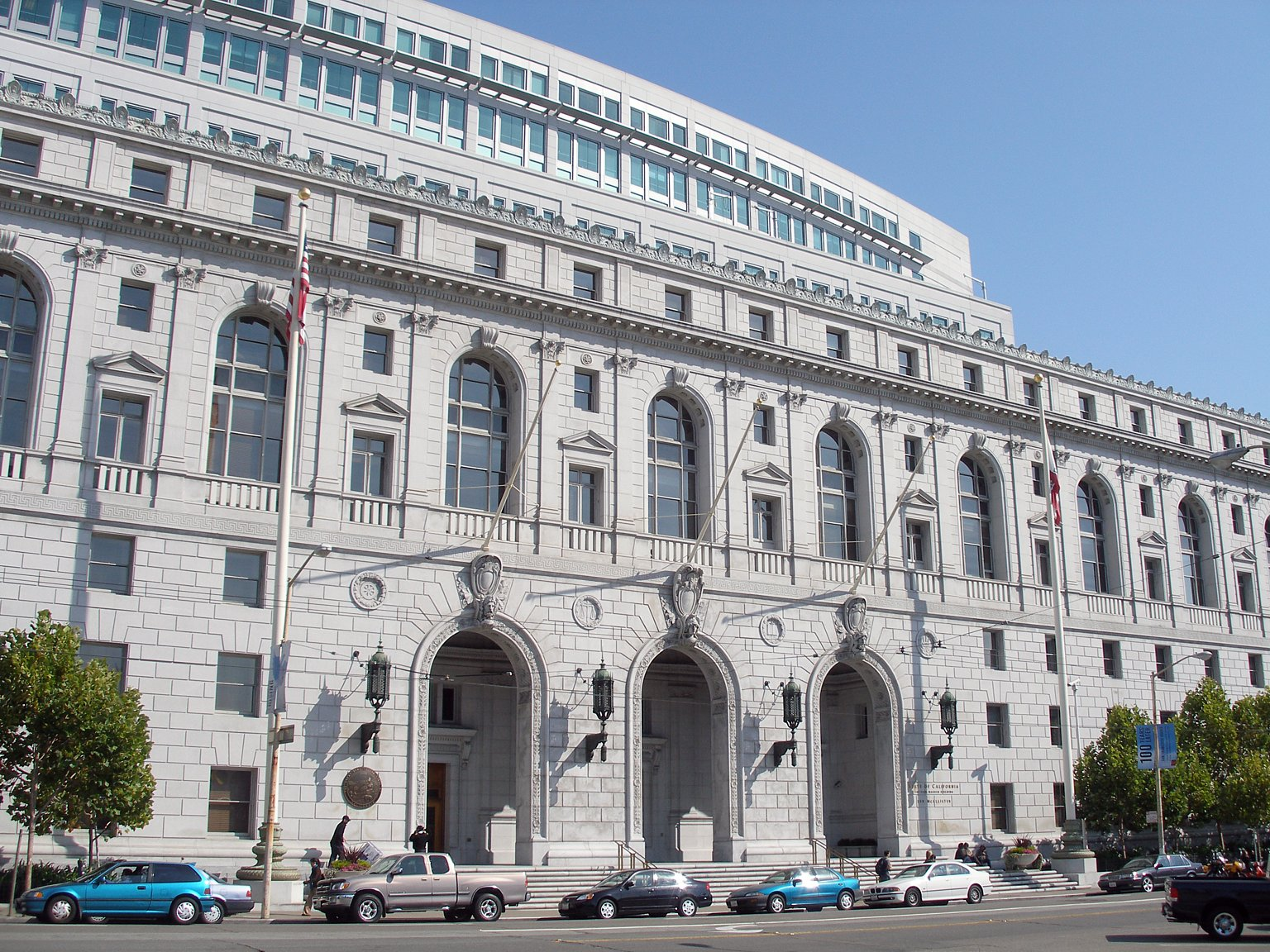
Sede en San Francisco.

La Corte Suprema de California es el tribunal de última instancia de California. Fue fundada en 1849. Su sede principal se encuentra a San Francisco. Tiene también oficinas en Los Ángeles y Sacramento.
La componen siete miembros nombrados por el gobernador con un mandato de doce años, que son prolongables si el magistrado obtiene el apoyo de los californianos a través de una votación.